# ハワイ式噴火

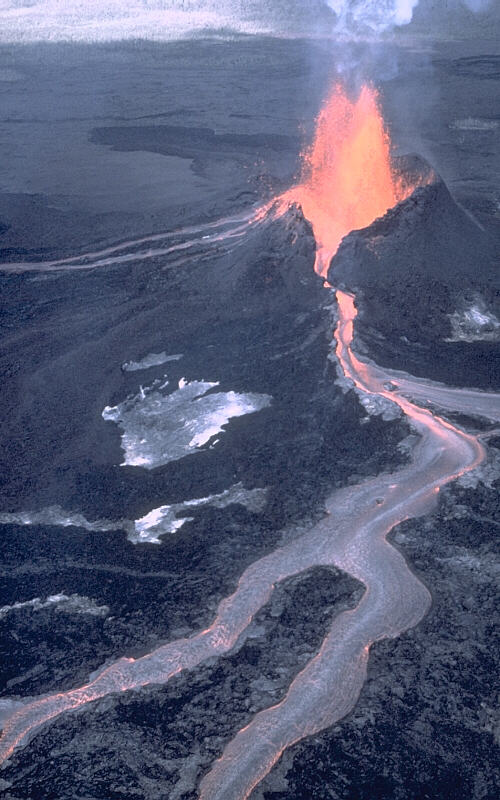
ハワイ式噴火を起こしているキラウエア火山のプウオオ噴火口

ハワイ式噴火（英: Hawaiian eruption）とは、マグマのしぶきや溶岩が連続的に流れ出る、非爆発的タイプの噴火である。流出性噴火 (en:effusive eruption) とも言う。ハワイのキラウエア火山などでよく見られるためこの名がある。マグマのしぶきを連続的に噴水のように放出する溶岩噴泉や割れ目噴火による「火のカーテン（英: curtain of fire）」などが特徴的である。このタイプの噴火が起こるのは、マグマが玄武岩質で粘性が低く、水などの揮発性成分の含有量が少なく、温度が高い場合に多い。ハワイ島の火山のほか、アイスランドなどでよく見られる。

ハワイ式噴火: 1: 噴煙, 2: 溶岩噴泉, 3: 噴火口, 4: 溶岩湖, 5: 噴気口, 6: 溶岩流, 7 溶岩と灰の層, 8: 地層, 9: シル, 10: 火道, 11: マグマ溜まり, 12: 岩脈

日本においても主に玄武岩質マグマを噴出する伊豆大島や三宅島などでよく見られる。ただしハワイより火砕物の生産量は多い。これはハワイより揮発性成分の量が多いことによる。
ハワイ式噴火は非爆発的で飛散物が遠くまで飛ばないため、火山活動の中では安全なものと思われており、観光スポットとしても人気がある。
しかし、ハワイ式噴火から爆発的噴火に移行することもある。割れ目噴火が海岸に達して海水や地下水と接触したり、火口内を埋めたマグマが地下に逆流するときに地下水と接触したりすると、マグマ水蒸気爆発に移行することがある。
1790年、キラウエアを行進中の兵士80名が死亡した事件や、1924年5月18日、観光客が火口からの飛来物に当たり、それが原因で死亡している事件は、後者の、1983年三宅島噴火での新澪池・新鼻での噴火は前者の例である。